# Aechmea vanhoutteana
Espèce
Classification phylogénétique
Aechmea vanhoutteana est une espèce de plantes de la famille des Bromeliaceae, endémique de la forêt atlantique (mata atlântica en portugais) au Brésil.

## Synonymes
- Aechmea nervata L.B.Sm.[2] ;
- Echinostachys van-houtteana Van Houtte[2] ;
- Macrochordion nervata (L.B.Sm.) L.B.Sm. & W.J.Kress[2] ;
- Macrochordion van-houtteanum (Van Houtte) Wittm.[2] ;
- Macrochordium vanhoutteanum (Van Houtte) Wittm.[2] ;
- Pothuava van-houtteana (Van Houtte) L.B.Sm. & W.J.Kress[2] ;
- Quesnelia van-houtteana (Van Houtte) E.Morren[2] ;
- Quesnelia van-houttei E.Morren[2].

## Distribution
L'espèce est endémique du sud-est du Brésil.

## Description
L'espèce est épiphyte.